# ماپلتون (آیووا)
ماپلتون (به انگلیسی: Mapleton) شهری در ایالت آیووا کشور ایالات متحده آمریکا است که جمعیت آن در سرشماری سال ۲۰۱۰ میلادی، ۱٬۲۲۴ نفر بوده‌است.